# Cantone di Marciac
Il Cantone di Marciac era una divisione amministrativa dell'arrondissement di Mirande.
A seguito della riforma approvata con decreto del 26 febbraio 2014, che ha avuto attuazione dopo le elezioni dipartimentali del 2015, è stato soppresso.

## Composizione
Comprendeva i comuni di:
- Armentieux
- Beccas
- Blousson-Sérian
- Cazaux-Villecomtal
- Juillac
- Ladevèze-Rivière
- Ladevèze-Ville
- Laveraët
- Marciac
- Monlezun
- Monpardiac
- Pallanne
- Ricourt
- Saint-Justin
- Scieurac-et-Flourès
- Sembouès
- Tillac
- Tourdun
- Troncens